# Aeroclube de Nova Iguaçu
O Aeroclube de Nova Iguaçu (QNV/SDNY), está situado no Estado do Rio de Janeiro, no município de Nova Iguaçu. Foi fundado em outubro de 1942, e até os anos 90 era a maior referência nacional na formação de pilotos.
Com o crescimento dos aeroportos Santos Dumont e posteriormente Jacarepaguá, o aeroporto de Nova Iguaçu aos poucos foi perdendo a atenção do governo e principalmente dos envolvidos na aviação de pequeno porte; com a falta de investimento e com a fiscalização mais rígida(devido a transição DAC->ANAC) em 2004 o aeroporto da cidade de Nova Iguaçu foi interditado pela Agência Nacional de Aviação Civil, por falta de manutenção do asfalto e segurança.
Após anos fechado o aeroporto recebeu obras de manutenção pela prefeitura de Nova Iguaçu e foi liberado pela ANAC para pousos e decolagens de aeronaves de pequeno porte e táxi aéreo, sendo proibida linhas aéreas de charter ou regulares, pois o aeroporto se localiza no mesmo cone que o Aeroporto Internacional Galeão no Rio de Janeiro.
Foi fundado em 1942, e existe fisicamente até os dias atuais.
O aeródromo fica no centro comercial de Nova Iguaçu ao lado do TopShopping, possui pista de asfalto com 1260m por 30m, as suas cabeceiras estão orientadas na posição 11/29, e é de responsabilidade da Prefeitura de Nova Iguaçu, conforme convênio assinado em 1993, onde o antigo Ministério da Aeronáutica (atual Ministério da Defesa), concedeu ao Município, pelo período de 50 anos, a responsabilidade pela operação, administração e manutenção do mesmo.
Foi utilizado durante muito tempo para diferentes atividades envolvendo a aviação de instrução, ultraleves e planadores, além de servir como suporte para pequenas aeronaves com fins comerciais que passavam ou destinavam-se à região.
Durante os anos em que ficou interditado, o aeroclube foi subempregado em atividades diversas, relacionadas a eventos sociais, tais quais: encontros, shows, campeonatos de arrancadas de carros, eventos de manobras de motocicletas e prática de aeromodelismo, demonstrando assim a falta de preocupação de seus administradores em incentivar a atividade aeroportuária no local.
Após a sua interdição em 2004, foram diligenciadas algumas medidas para o retorno das operações na pista. Tiveram que ser realizadas algumas melhorias na pista de asfalto, no controle do acesso à área e foram adotadas medidas especificadas pela ANAC para regularização do seu funcionamento, resultando em 2009 a reabertura das atividades no local, porém, como o espaço aéreo que circunda o aeródromo encontra-se no cone de aproximação do Aeroporto Internacional do Rio de Janeiro / Galeão, foram feitas algumas ressalvas a respeito do voo na região, limitando, logo após o reinício das atividades, em nova interdição.
Durante a campanha política do prefeito eleito em 2012, houve inúmeras promessas de que o aeródromo seria revitalizado, visto que esse era o "pote de ouro no fim do arco-íris" de Nova Iguaçu, no entanto, após quase 1 ano de função no cargo as obras que se concluíram foram apenas de fachada e não estruturais.
Já em Janeiro de 2013, foi divulgado que o aeroclube teria sua pista estendida de 1260 metros, para 1650 metros, passando assim a ser maior do que ambas as pistas do Aeroporto Santos Dumont, porém essa informação nunca foi passada e legalizada oficialmente a ANAC.
Em Julho do mesmo ano, a ANAC liberou o aeroporto para receber o translado do clube esportivo de ultraleves(clube CEU) de Jacarepaguá, pois o mesmo esta numa disputa com a prefeitura do Rio de Janeiro pelo espaço que se encontra, no entanto o clube alegou que o aeródromo de Nova Iguaçu não possuía a infraestrutura e localização necessária para alojar as aeronaves do clube CEU, posteriormente a administração do clube CEU conseguiu um prazo maior na justiça para a permanência em Jacarepaguá.
Atualmente o aeroclube da cidade vem recebendo obras, que visam apenas recuperar a fachada destruída ao longo dos anos de abandono, e por isso o aeródromo encontra-se fechado por risco de operações, conforme notificação aeronáutica, e embora possua motivação econômica e estratégica, não há previsões para o único aeródromo da baixada fluminense voltar a operar, pois a ANAC assim como todos envolvidos na aviação reconhecem que as obras realizadas até então são meramente superficiais para a necessidade local.
Há de se destacar que apesar da falta de atenção da ANAC, assim como dos demais órgãos envolvidos, o principal motivo do aeroclube permanecer fechado nos dias atuais é o fator humano, pois as pessoas envolvidas com o desenvolvimento e administração local estão apenas preocupadas com o favorecimento pessoal ao invés do benefício que o aeroclube proporcionaria para a cidade e para a aviação.

## Curiosidades
1. A origem do aeródromo de Nova Iguaçu em 1942 se deve a uma aeronave da FAB que se acidentou no local(na época era apenas um laranjal) e após rígida analise a FAB concluiu que seria mais fácil e barato, reparar os danos da aeronave no local e construir uma pista para decolar do que transporta-la até o aeroporto mais próximo.
2. Há um Heliporto anexado ao aeroclube em funcionamento, criado e dirigido pelo renomado Comandante Silva de Nova Iguaçu.
3. Existe um projeto, criado por Fernando McDowell, que envolve a revitalização do aeroclube e do centro de Nova Iguaçu, que teria a criação de um Aeromóvel ligando Nova Iguaçu a cidades vizinhas, o custo não atualizado da execução do projeto girava em torno de quase 1 bilhão de reais quando foi apresentado em 2010, é claro que para muitos isso não passou de uma jogada política mas o projeto de fato existe.